# 梨序楼梯草
梨序楼梯草（学名：Elatostema ficoides）为荨麻科楼梯草属的植物。分布在尼泊尔、锡金、印度以及中国大陆的广西、四川、贵州、云南等地，生长于海拔900米至2,000米的地区，多生长于灌丛中、山谷林中、沟边阴湿处和石上，目前尚未由人工引种栽培。

## 异名
- Elatostema ficoides (Wall.) Wedd. var. puberulum W. T. Wang